# SP-98

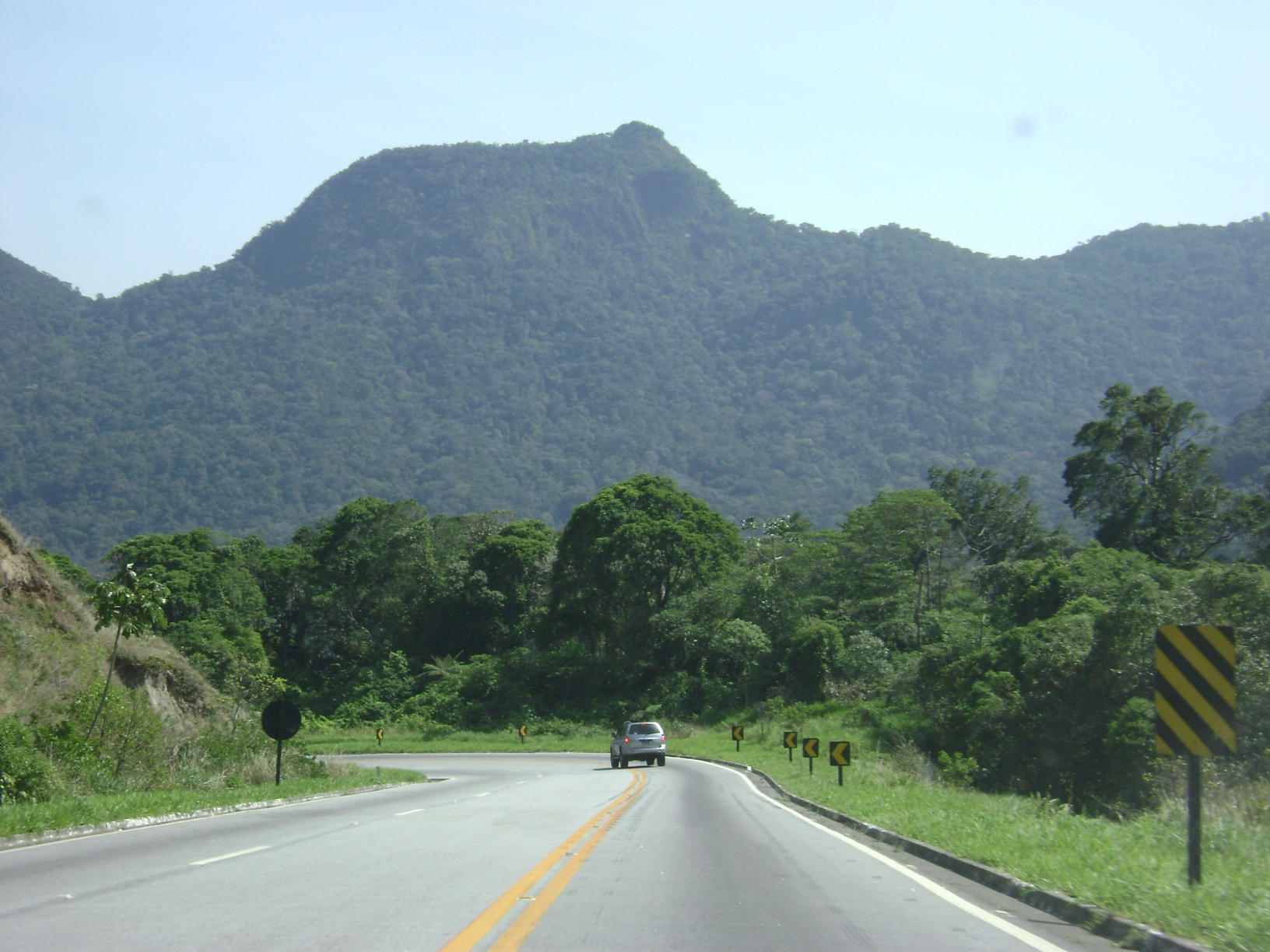
Trecho de serra da Rodovia Mogi-Bertioga

SP-98 é uma rodovia do estado de São Paulo. Seu nome oficial é Rodovia Dom Paulo Rolim Loureiro, em homenagem ao primeiro bispo da Diocese de Mogi das Cruzes. Também conhecida como Rodovia Mogi-Bertioga, faz a ligação entre os municípios de Mogi das Cruzes, na Grande São Paulo e Bertioga, na Baixada Santista.

## História

### Projeto
O primeiro estudo sobre uma ligação rodoviária entre Mogi das Cruzes e a Baixada Santista foi realizado em 1951. Diante de outros projetos considerados prioritários, o estudo da Rodovia Mogi das Cruzes-Bertioga ficou paralisado até 1958, quando foi definido pelo estado que o trecho inicial da nova rodovia teria início no quilômetro 77 da Rodovia Mogi-Biritiba Ussu. Em setembro de 1959 pouco mais de quatro quilômetros da Mogi-Bertioga haviam sido concluídos pelo DER-SP, que aguardava a elaboração do projeto do trecho de serra para prosseguir os trabalhos.
O projeto foi paralisado até ser retomado no final do governo Carvalho Pinto. Em abril de 1962 o secretário de transportes de São Paulo Francisco de Paula Machado de Campos anunciou que as obras da Rodovia Mogi-Bertioga seriam iniciadas até o final daquele ano, no trecho inicial em Mogi das Cruzes.
As obras não saíram do papel, porém o novo governador Ademar de Barros deu prosseguimento aos estudos. Um ano depois do primeiro anuncio, o secretário de transportes de São Paulo Dagoberto Salles anunciou que o estado havia definido o traçado ideal para a nova rodovia. As principais características desse traçado eram a rampa máxima de 6% e o raio de curvas mínimo de 200 metros.
Ao longo de 1963 a obra foi considerada secundária e Ademar ordenou que esse projeto fosse arquivado para que fosse priorizado o projeto da rodovia Cubatão – São Sebastião. Apesar da ordem de Ademar, a concorrência da Mogi-Bertioga foi realizada em dezembro de 1963.
Durante uma visita a Mogi das Cruzes, o governador Ademar de Barros chegou a anunciar o início das obras em 1964. As obras chegaram a ser iniciadas, com um orçamento de 2 bilhões de cruzeiros, porém foram paralisadas após acusações de corrupção. A empreiteira responsável entrou em falência e seus equipamentos ainda se encontravam à espera de leilão judicial sete anos depois em um terreno em Mogi das Cruzes.

### Obras

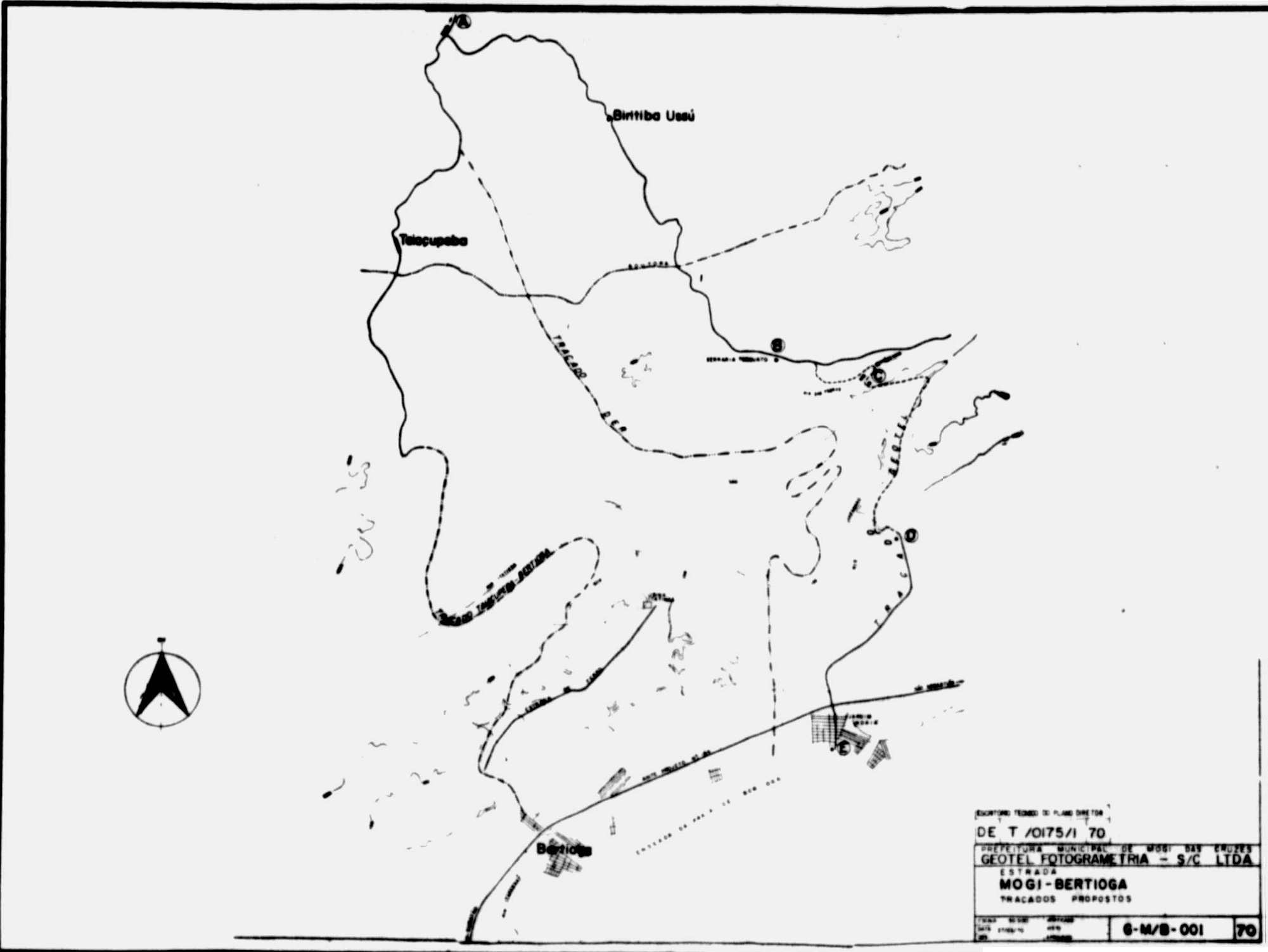
Projeto funcional da Rodovia Mogi-Bertioga, 1970. Da esquerda para a direita estão um projeto alternativo, o projeto do DER de 1963 e o projeto implantado pela Geotel. Segundo o secretário estadual de transportes Paulo Maluf, o projeto proposto era um projeto modesto e imprestável para uma rodovia. Ainda assim, foi implantado pela prefeitura de Mogi das Cruzes.

Após duas tentativas infrutíferas de início das obras pelo estado em 1959 e 1963, as prefeituras de Mogi das Cruzes e Santos resolveram iniciar as obras sem consultar o estado. As obras do lado mogiano foram iniciadas em janeiro de 1971 pelo prefeito Waldemar Costa Filho. Com extensão estimada em 54 quilômetros, a rodovia foi dividida em três fases: 38 quilômetros de Mogi até a Serra do Mar, 8 quilômetros no trecho da Serra do Mar e 8 quilômetros na Baixada Santista, que deveriam ser construídos pela prefeitura de Santos.
A prefeitura de Mogi resolveu ignorar o projeto de 1963, considerado de difícil execução, e iniciou as obras sem um projeto definitivo do traçado da rodovia através de improvisadas picadas na mata lançadas com base em um mapeamento topográfico inicial realizado pela empresa Geotel. Quando um obstáculo era encontrado (como uma rocha ou a não localização do marco topográfico), aquele traçado aberto era abandonado e um novo era realizado visando desviar do obstáculo. O método de "tentativa e erro" empregado na implantação do traçado consumiu os recursos da obra e levou a empreiteira Geotel a pedir falência.
Ao mesmo tempo, a prefeitura de Mogi enviou o projeto ao governo do estado reivindicando recursos. O secretário de transportes Paulo Maluf classificou o projeto enviado como insuficiente:
| “ | ...o projeto enviado pela municipalidade de Mogi das Cruzes é considerado modesto, orçado em apenas 15 milhões de cruzeiros... uma obra que se preze tem que ser calculada para, pelo menos, dar vazão de 8 mil a 10 mil veículos por dia e o projeto enviado é suficiente somente para 1500. Em minha Secretaria, faz-se algo que preste ou então, não se faz nada. Mandei que o DER fizesse um levantamento de custo, mas decidi que não darei prioridade à construção dessa estrada porque, segundo os estudos feitos, somente as obras na serra ficariam em mais de 100 milhões de cruzeiros...No entanto, prometo que não esquecerei da estrada Mogi-Bertioga, talvez em 1975 ou outra data qualquer isto se concretize. | ” |
| — Paulo Maluf, secretário de Transportes do estado de São Paulo, em declaração à imprensa em novembro de 1971. | |   |

No ano seguinte, o estado continuou classificando a obra como não prioritária, optando por investir no asfaltamento da Mogi-Dutra. A falta de recursos para o trecho da Serra do Mar obrigou a prefeitura de Mogi a pleitear a estadualização da obra em 1973. Durante a inauguração da Rodovia Mogi-Taiaçupeba em 1975, o secretário de transportes Paulo Maluf prometeu elaborar um novo projeto de construção da Rodovia Mogi-Bertioga nos mesmos moldes do realizado na Rodovia Anchieta, isto é, envolvendo obras de arte especiais como túneis e pontes.
O projeto não foi realizado (com o estado preferindo iniciar a obra da Rodovia dos Imigrantes) e o prefeito de Mogi, Costa Filho, reivindicou recursos para a obra ao novo governador Paulo Egydio Martins.
Em 1977 o governo do estado criou na região o Parque Estadual da Serra do Mar. Embora o parque tenha sido delimitado legalmente, a prefeitura de Mogi das Cruzes continuou as obras e desmatou grandes áreas do parque enquanto aguardava uma autorização oficial para as obras.
Apesar das irregularidades, o governador Martins destinou cinquenta milhões de cruzeiros para a prefeitura de Mogi prosseguir com as obras.
As obras estavam paralisadas em outubro de 1977, sendo divididas em vários trechos:
- Trecho 1 – Área urbana de Mogi – 8 km de extensão, concluído.
- Trecho 2 – Entroncamento Biritiba-Ussu até o Km 80+800 da SP-098: 17 km de extensão em pista simples, de terra batida
- Trecho 3 – Km 80+800 – Obras iniciadas em um trecho de 5 km e paralisadas por falta de recursos
- Trecho 4 – Km 85 até a estaca 280. Picada aberta na mata, com 800 m de comprimento, paralisada

As obras do trecho da Serra do Mar foram reiniciadas em 1978 com a licitação daquele trecho. Mais quinze milhões foram repassados pelo governador Martins, totalizando sessenta e cinco milhões de cruzeiros investidos pelo estado, ao projeto quando um erro de projeto fez com que seu custo subisse quatro vezes acima do orçado. Mais uma vez a obra foi paralisada por falta de recursos. Durante uma visita de inspeção das obras na Serra do Mar, em junho de 1979, um acidente causou a morte do vereador de Mogi Narciso Yague Guimarães.
Em junho de 1980 haviam sido investidos trezentos e cinquenta milhões de cruzeiros em onze quilômetros abertos pela prefeitura de Mogi. Ainda faltavam mais de trezentos milhões para a conclusão da obra e o presidente da estatal Companhia de Desenvolvimento de Mogi das Cruzes (Codemo) Valdemar Costa Neto (filho do prefeito) demonstrava arrependimento pela realização da obra:
| “ | ...hoje jamais pensaríamos em construir aquela estrada: com investimento feito, daria para reurbanizar todo o centro da cidade. | ” |
| — Valdemar Costa Neto, presidente da Companhia de Desenvolvimento de Mogi das Cruzes (Codemo) em entrevista a O Estado de S. Paulo, 8 de junho de 1980. | |   |

Em 1979 Paulo Maluf assumiu o governo do estado. Em 1980 negociou com Valdemar Costa Filho a retomada das obras mediante o prefeito mogiano reorganizar o diretório mogiano do PDS. Assim o governo do estado investiu quinhentos e sessenta milhões de cruzeiros à fundo perdido nas obras da Rodovia Mogi-Bertioga.

### Inauguração e operação
A Mogi-Bertioga foi concluída e inaugurada em 13 de maio de 1982, pelo governador Paulo Maluf. Ligando o município de Mogi das Cruzes, localizado no planalto, até Bertioga, então distrito de Santos, na Região Metropolitana da Baixada Santista, seu traçado passa por três diferentes relevos: os morros do planalto; as escarpas da Serra do Mar; e o terreno plano da planície do litoral. Isso influi no percurso da estrada: uma sucessão de retas, curvas, aclives e declives no planalto; uma longa descida com repetitivas curvas na serra; e longas retas na planície do litoral. A inauguração da Rodovia Mogi-Bertioga proporcionou um acesso mais rápido da população de Mogi das Cruzes e dos outros municípios do Alto Tietê ao litoral paulista, não necessitando mais que se utilizassem das distantes Rodovia dos Tamoios e do Sistema Anchieta-Imigrantes.
Menos de seis meses depois de sua inauguração, a rodovia sofreu sua primeira interdição por conta de deslizamentos no trecho de serra e defeitos de construção. As obras de construção do trecho final, licitadas em 1980 foram vencidas pela empresa Concrelar. A Concrelar, porém, terceirizou a execução e contratou a empresa mogiana Servaz. Inexperiente em obras rodoviárias, a Servaz construiu o trecho de serra com erros de engenharia e drenagem que obrigaram o DER-SP a interditar a rodovia em dezembro de 1982.
O município de Bertioga, que à época da inauguração da rodovia ainda era um pequeno distrito de pescadores pertencente a Santos (sua emancipação ocorreu em 1991), teve sua vida completamente alterada. A proximidade com Mogi das Cruzes e suas cidades vizinhas transformou seu território à beira-mar num imenso canteiro de obras, com bairros e condomínios surgindo por toda a sua orla.
Hoje, a rodovia é um dos principais acessos a quem se dirige a Bertioga e o bairro de Riviera de São Lourenço, no mesmo município. Além disso, é um importante acesso à região do Litoral Norte Paulista, principalmente Ilhabela e as praias da costa sul de São Sebastião, como Juqueí, Camburi, Boiçucanga e Maresias.

### Deslizamentos

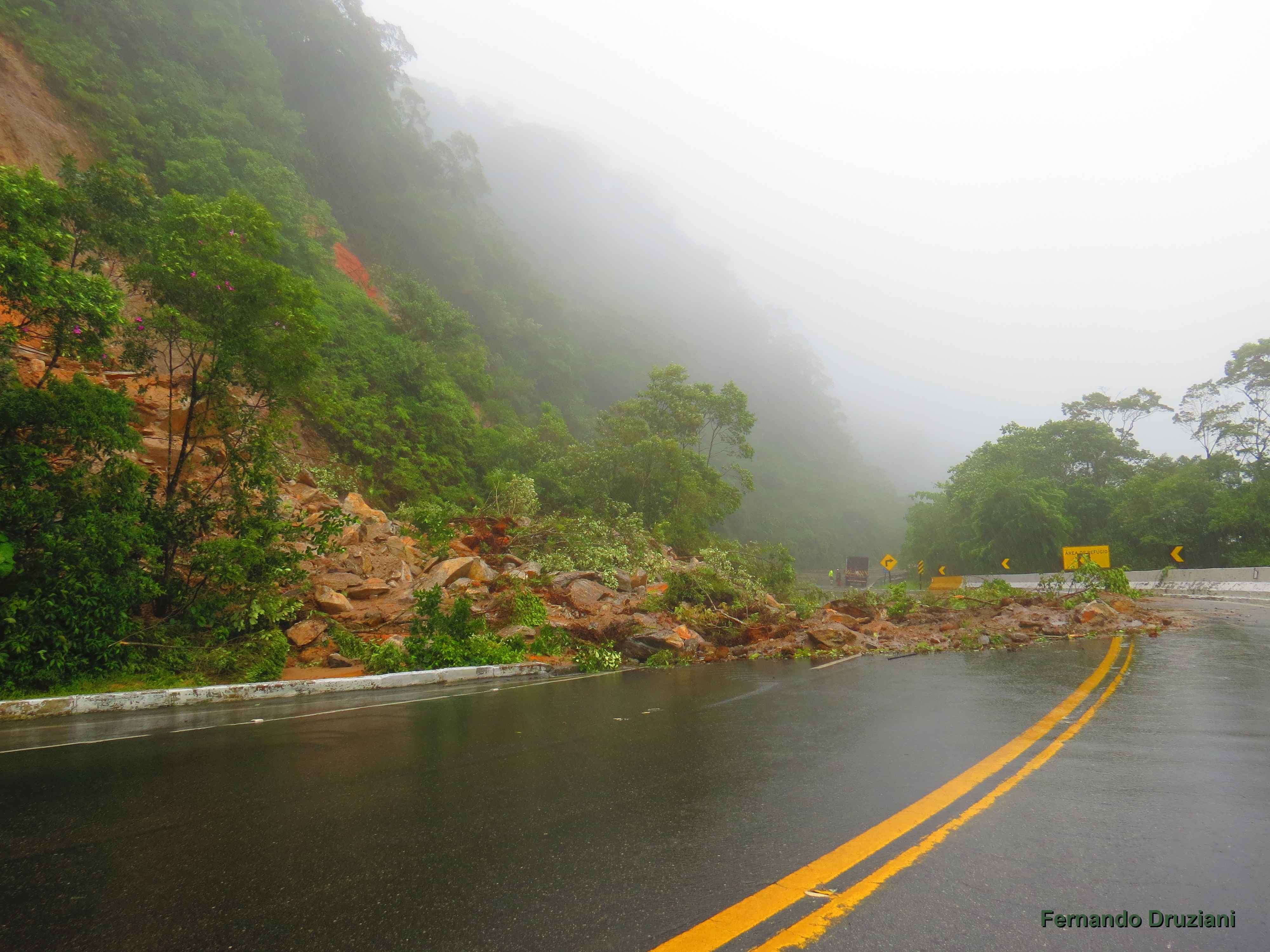
Desmoronamento em trecho de serra da Mogi-Bertioga em 2013

Por ter sido construída sem um estudo geológico, a Rodovia Mogi-Bertioga passou a enfrentar deslizamentos frequentes em seu trecho de serra. O primeiro ocorreu em dezembro de 1982. Entre 1991 e 2009 ocorreram trinta deslizamentos que provocaram interdições e a reconstrução da rodovia entre os quilômetros 82 e 89. Entre janeiro e abril de 2018 ocorreram nove deslizamentos na rodovia.
| “ | ...A estrada é antiga e na época não foi feita como deveria, como a Imigrantes foi executada por exemplo. Não houve um suporte de estrutura de contenção, por isso, a estrada vai continuar sofrendo porque ela não foi preparada para suportar fenômenos naturais, como a chuva intensa. | ” |
| — Silvio Pomaro, geólogo da Universidade do Vale dos Sinos em entrevista ao g1, 18 de março de 2013. | |   |

Um grande deslizamento ocorreu no quilômetro 82 em 19 de fevereiro de 2023. O governo do estado conseguiu liberar parcialmente a rodovia em quinze dias. A liberação total, com conclusão das obras de reconstrução do trecho, seria concluída em seis meses a um custo de nove milhões e quatrocentos mil reais.
Após esse deslizamento, o geólogo Silvio Pomaro defendeu a construção de uma nova rodovia e a transformação da Mogi-Bertioga em uma via de apoio secundária e restrita para trânsito leve.

## Traçado

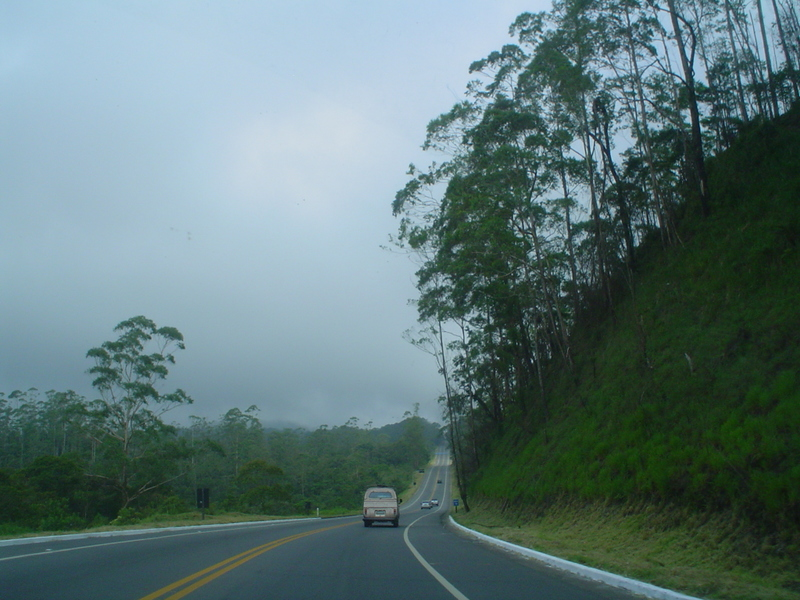
Trecho de planalto da Rodovia Mogi-Bertioga

Possui uma extensão total de cerca de 50 quilômetros (49.980 metros), que podem ser percorridos em 40 minutos. No trecho entre Mogi das Cruzes e o entroncamento com a SP-102 (acesso ao distrito de Taiaçupeba) a via é duplicada, com duas faixas em cada sentido de tráfego. Entre o entroncamento com a SP-102 e ao alto da serra a pista é simples com uma faixa de tráfego em cada sentido. O trecho de serra possui pista simples com três faixas de tráfego: duas ascendentes e uma descendente. Em 2013 foram concluídas obras de modernização, que acrescentaram novas paradas de emergência no trecho de serra. Foi implantada terceira-faixa em toda a extensão da planície no litoral no sentido Mogi das Cruzes, fazendo com que a rodovia tenha 22 quilômetros ininterruptos com duas faixas em direção à Mogi das Cruzes, aliviando o tráfego na subida da serra e na Rodovia Rio-Santos. Em 2013 foi implantada a iluminação total do trecho de planície, com luminárias de LED.
No trecho urbano entre Mogi das Cruzes e o bairro da Vila Moraes há 5 lombadas eletrônicas. Costumam haver radares móveis nas retas da planície litorânea. Há dois postos da Polícia Rodoviária Estadual: um na Vila Moraes e outro no entrançamento com a Rodovia Rio-Santos.
O grande movimento de veículos que a rodovia recebe todos os fins de semana e os enormes congestionamentos durante o verão e os feriados prolongados, quando a duração viagem pode aumentar de 40 minutos para 4 horas, fizeram com que o governo estadual começasse a fazer estudos para a sua duplicação.

## Denominações
Recebe as seguintes denominações em seu trajeto:
- Nome:	Paulo Rolim Loureiro, Dom, Rodovia;   De - até:	Mogi das Cruzes (na Grande São Paulo) - Bertioga (na Baixada Santista)